# Bulbophyllum reticulatum
Bulbophyllum reticulatum là một loài phong lan thuộc chi Bulbophyllum.